# The Christhunt
The Christhunt – pierwszy album studyjny holenderskiej grupy muzycznej God Dethroned. Wydawnictwo ukazało się w 1992 roku nakładem wytwórni muzycznej Shark Records. Nagrania zostały zarejestrowane we Franky's Recording Kitchen w Holandii w 1992 roku. W ramach promocji do pochodzącego z płyty utworu "Necromagnon" został zrealizowany teledysk.

## Lista utworów
Opracowano na podstawie materiału źródłowego.
1. "Intro: Necrosapiens" – 00:47
2. "Hordes of Lucifer" – 05:50
3. "Christ Carnage" – 06:05
4. "Infernal Sights of a Bloody Dawn (Morbid Rites)" – 08:31
5. "Necromagnon" – 04:14
6. "The Christhunt" – 05:37
7. "Cadavers" – 05:49
8. "Unholdin of Hewe" – 06:02
9. "God Dethroned" – 05:52